# Spip (personnage)
Pour les articles homonymes, voir Spip.

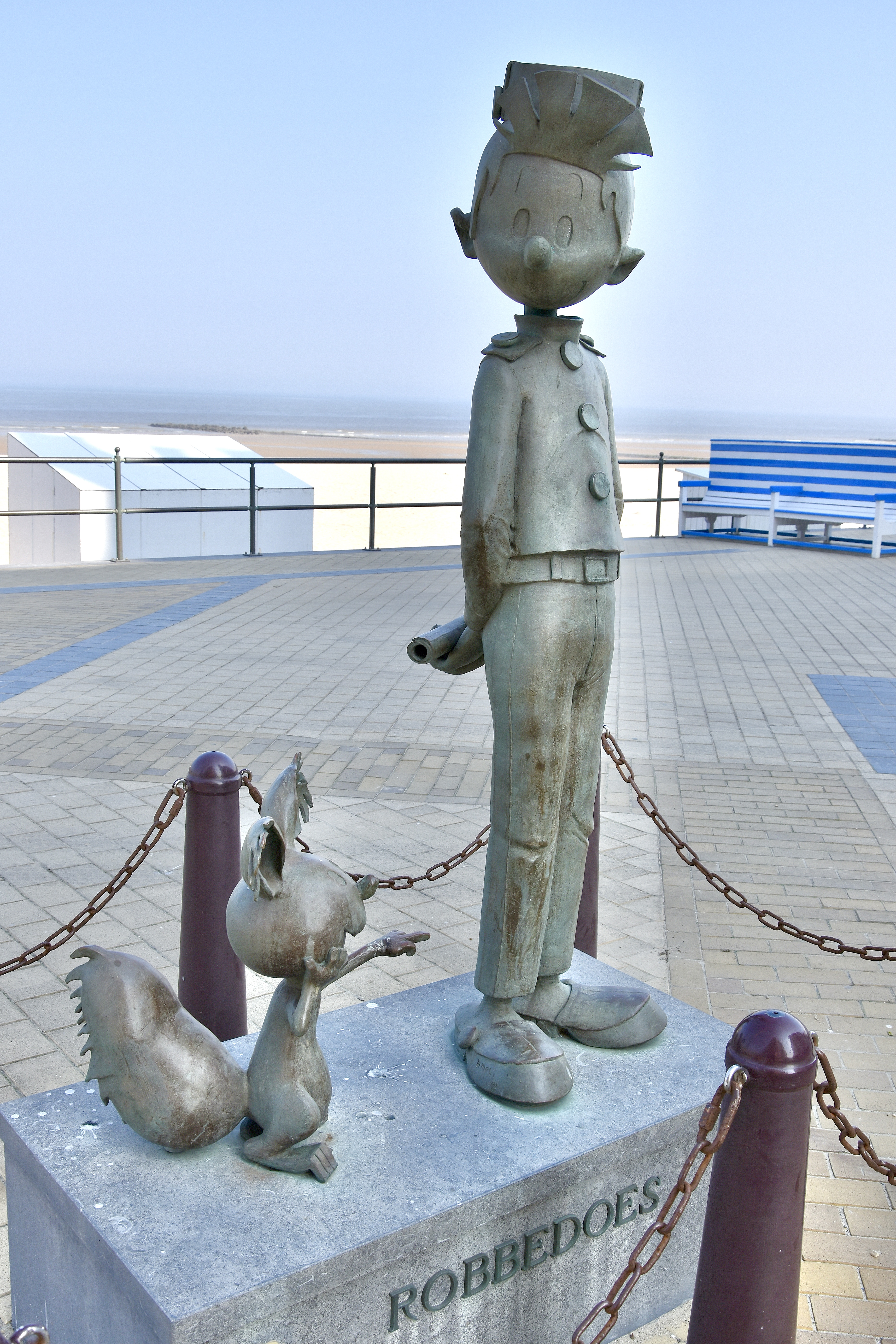
Statue de Spirou et Spip à Middelkerke en Belgique.

Spip est l'un des personnages principaux de la bande dessinée Spirou et Fantasio et l'écureuil roux apprivoisé de Spirou, à partir de sa création en 1939.

## La naissance de Spip
Spip est sauvé par Spirou dans la première grande aventure que Rob-Vel offrit à son héros : L'Héritage de Bill Money. Dorénavant, l'écureuil ne quittera plus son maître. Sous Rob-Vel, sa présence est relativement anecdotique, n'apparaissant pas forcément dans toutes les cases offrant une vue globale de la situation, servant à ronger les liens de son maître à l'occasion, et à meubler certains décors par un petit détail comique.
C'est sous Jijé qu'il acquiert la capacité de parler. À partir de ce moment, il est non seulement plus impliqué dans les histoires, mais il peut également donner son avis sur la situation, souvent de façon comique.

## Sous Franquin
L'arrivée du Marsupilami fait perdre de son importance à l'écureuil. Bien que Spip continue à parler, ses maîtres Spirou et Fantasio ne le comprennent plus et, du fait de ses capacités extraordinaires, le Marsupilami lui vole la vedette en tant que compagnon animalier. Les scénarios que Greg fournit à Franquin remettent quelque peu Spip en lumière, notamment dans QRN sur Bretzelburg où le personnage aligne les jeux de mots.

## L'ère Fournier
Spip est à l'origine dans la plupart des albums de certaines situations comiques par ses commentaires. Il représente alors un clin d'œil aux syndicats en voulant très souvent fuir Spirou au titre du droit de grève, pour rejoindre « ses amis qui travaillent chez Boule et Bill, entre autres, dans des conditions bien meilleures que les siennes ».
Il redevient par la suite plus sage et joue parfois un rôle non négligeable pour sortir Spirou et Fantasio de certaines situations.
Dans l'album Du glucose pour Noémie, il est le héros d'un court récit en deux planches intitulé Un faux départ, Spirou et Fantasio jouant ici, à leur tour, le rôle de faire-valoir.
Les éditions Dupuis auraient eu l'intention de réaliser un Journal de Spip destiné aux enfants de moins de huit ans. Le projet fut rapidement abandonné.

## Tome et Janry

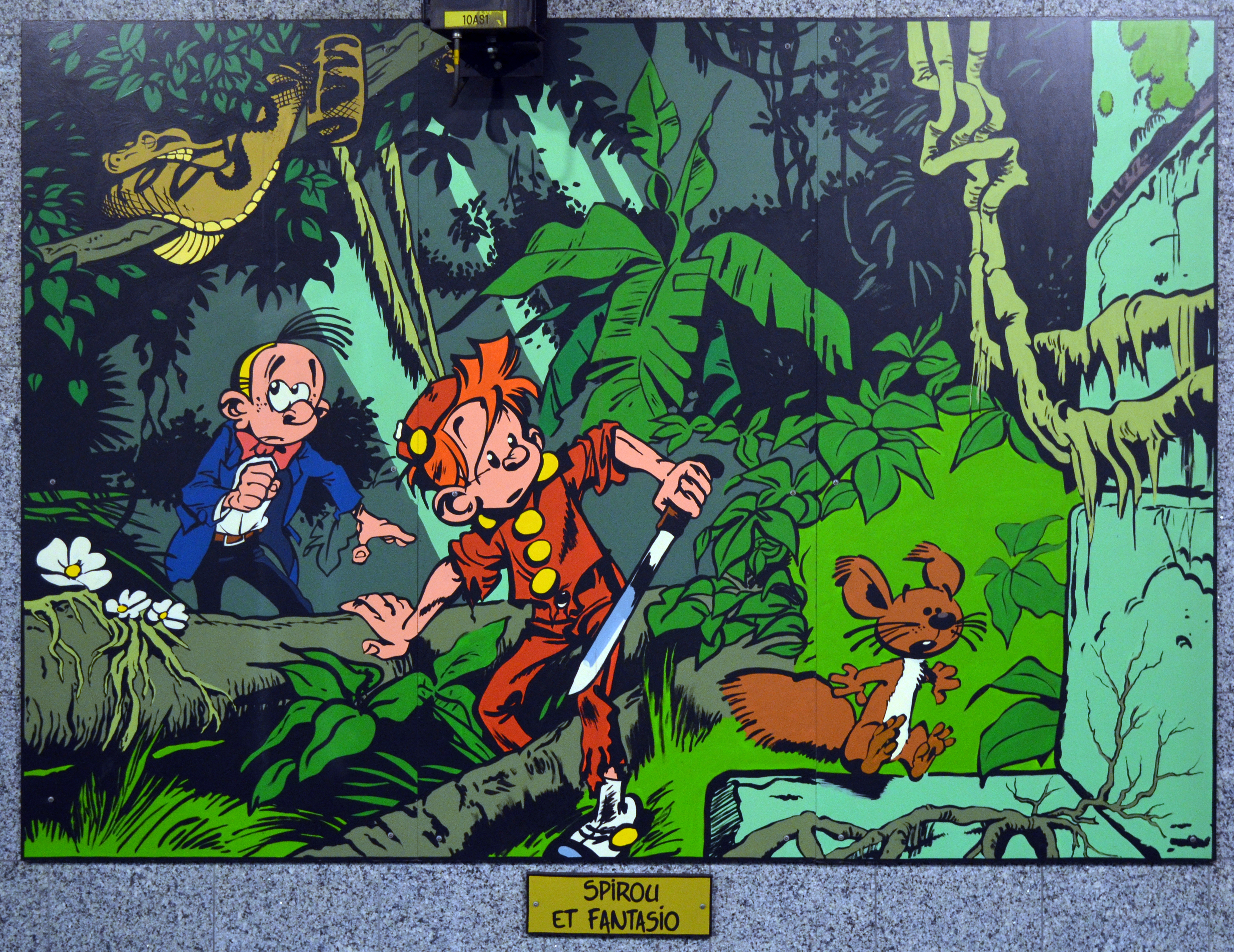
Spip avec Spirou et Fantasio dans la jungle. Illustration dans la station Janson du Métro léger de Charleroi en Belgique.

La période Nic et Cauvin n'apporte pas grand-chose au personnage, notamment, il n'y aime guère Fantasio alors que chez les autres auteurs les deux personnages s'adorent. La période suivante rend à Spip une verve sarcastique très appréciée, le rendant pantouflard et peureux, et il présente dans l'album La Jeunesse de Spirou les différentes histoires de cette compilation. Très important ressort scénaristique dans Spirou à New York, il perd la parole à partir de Spirou à Moscou et passe au second plan, disparaissant presque complètement dans Machine qui rêve.

## Morvan et Munuera
Le Spip de Morvan et Munuera est dans la droite ligne de celui de Fournier, tel que le revendiquent les auteurs. Il y fait montre d'un courage et d'un goût de l'aventure nouveau. Par ailleurs, il est souvent en train de parler avec la voix narrative de l'histoire, et les disputes de ces deux commentateurs apportent un certain humour aux aventures souvent rythmées du duo.

## Yoann et Vehlmann
Dans Alerte aux Zorkons, il apparaît très régulièrement, Spirou le remerciant même de l'avoir sauvé des tentacules d'un monstre. Il commente, toujours d'un ton sarcastique, ce que font les héros, allant même jusqu'à dire, au moment où Champignac-en-Cambrousse est sauvée de la Bombe H et que les héros expriment leur joie : « Ces humains sont d'un pathétique. »

## Dans Le Spirou de...
Il tiendra une place mineure dans Les Géants pétrifiés réalisé par Yoann et Fabien Vehlmann où il ne parle pas.
Cependant, ce personnage reprend de l'importance dans Les Marais du temps de Frank Le Gall. C'est lui qui, par peur, enferme les héros en 1865. Dans la suite du récit il fera tout pour les sauver avec l'aide du biologiste et de son neveu.
Fabrice Tarrin et Yann le Pennetier n'utilisent que très peu Spip dans Le Tombeau des Champignac. Hypnotisé par la créature appelée « Sphynge », il ne jouera quasiment aucun rôle marquant dans cet épisode.
Enfin, dans Le Journal d'un ingénu, Émile Bravo apporte une explication au fait que Spip soit doté d'une intelligence humaine : la conscience de l'écureuil a été réveillée lorsqu'il a subi un choc électrique en rongeant des fils. L'épilogue de cet album prête en outre à Spip un rôle inhabituel : en empêchant des communications téléphoniques qui auraient pu éviter la Seconde Guerre mondiale, il contribue sciemment à provoquer le conflit mondial dans l'espoir de débarrasser le monde des êtres humains.

## Anecdotes
Étymologiquement, un spirou est un écureuil, en wallon, c'est pour cela que le personnage a un écureuil comme animal de compagnie.
Spip est un écureuil d'Eurasie (ou écureuil roux), roux, pourvu de longs poils sur les oreilles et d'une queue touffue.
Dans une histoire du Petit Spirou apparait un écureuil apprivoisé par Spirou ressemblant fortement à Spip, mais dont le nom est « Trilili ». Cette référence peut être vue comme la première rencontre entre Spirou et Spip (auquel il aurait changé le nom plus tard pour éviter la confusion, source du gag), mais sa mise en scène dans la série traditionnelle diffère fortement avec cette version.
Le nom de Spip a inspiré les créateurs du système de gestion de contenu SPIP, dont le logo comprend un écureuil stylisé.